# Punta di Zambrone

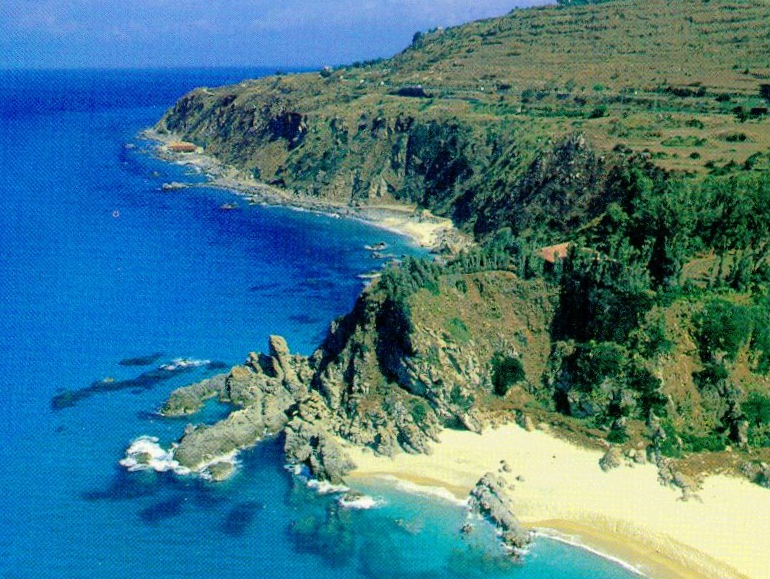
Punta di Zambrone

Die Punta di Zambrone, auch Capo Cozzo, ist ein Kap an der Küste Kalabriens in Süditalien. Es befindet sich an der Südwestküste des italienischen Festlands am Tyrrhenischen Meer in der Gemeinde Zambrone der Provinz Vibo Valentia.
Bekannt ist das Kap durch die dort von 2011 bis 2013 erfolgte archäologische Ausgrabung einer bronzezeitlichen Siedlung aus dem 2. Jahrtausend v. Chr. Die Grabung wurde in einer Kooperation zwischen den Universitäten Neapel (Federico II) und Salzburg sowie dem Institut für Orientalische und Europäische Archäologie der Österreichischen Akademie der Wissenschaften unter der Leitung von Reinhard Jung und Marco Pacciarelli durchgeführt. Hier fand man im archäologischen Kontext der Zeit um 1200 v. Chr. in Griechenland hergestellte mykenische Keramik, mykenischen Schmuck sowie eine neopalatiale minoische Elfenbeinstatuette aus dem 17. bis 15. Jahrhundert v. Chr. Italomykenische Keramik, das heißt in Italien hergestelltes Geschirr mykenischen Stils, fand sich hingegen kaum.
In der Bronzezeit war der landseitige Zugang der Punta di Zambrone durch einen etwa achtzig Meter langen und vier bis fünf Meter breiten Befestigungsgraben geschützt. Dieser weist auf eine bedeutende Rolle als Seehafen, möglicherweise einen Handelsstützpunkt der Mykener. Im Süden des Kaps befand sich eine heute verlandete Bucht, die als Hafen gedient haben könnte. Die bronzezeitlichen Siedlung wird in die Zeit zwischen dem 17. und 12. Jahrhundert v. Chr. datiert, doch schon ab dem 21. Jahrhundert v. Chr. sind Siedlungsspuren nachweisbar.